# 武佐車站 (北海道)
武佐車站（日语：／ Musa eki */?）是位於北海道釧路市武佐4丁目的北海道旅客鐵道（JR北海道）根室本線（花咲線）的鐵路車站。電報略號為ムサ。
車站名稱來自阿伊努語中的mosa（蕁麻）。阿伊努族會將蕁麻的皮及纖維來製作白色的衣服。

## 歷史
- 1988年（昭和63年）3月13日 - 以JR北海道車站開始營業。開始旅客服務。
- 1992年（平成4年）4月1日 - 廢除從東釧路車站派遣車站職員，車站無人化。

## 車站構造
武佐車站為1面1線、側式月台的地面車站。為無人車站，由釧路車站管理。

## 車站周邊
車站北面是荒野，而南側是新興住宅街。武佐的森林亦興建了市民公園，作為市民休憩的場所。亦是北海道釧路星園高等學校最近的車站，但該校已於2009年3月關閉。
- 釧路若草郵政局
- 釧路市立武佐小學
- 武佐川
- 釧路巴士「武佐職工宿舍入口」車站

## 相鄰車站
北海道旅客鐵道（JR北海道）
根室本線（花咲線）
快速「花咲」
通過
快速「納沙布」（只限下行）、普通
東釧路（B54）－武佐－別保

## 外部連結
- （日語）JR北海道 – 武佐車站 （页面存档备份，存于）
- （日語）全驛參觀之旅 （页面存档备份，存于）